# SideWalk Cafe
Das SideWalk Cafe war eine New Yorker Bar in East Village, die 1985 eröffnet wurde. Das Cafe gilt als Ursprungsort des Anti-Folks. Im Februar 2019 wurde es geschlossen.

## Geschichte
Mitte der 1980er Jahre entstand in New York rund um das Sidewalk Café im East Village eine Amateurmusikerszene. Sie bezog sich auf die urbane Folkszene der frühen 1960er Jahre im Greenwich Village und deren Sessions, bei denen unter anderem der junge Bob Dylan auftrat. Mit dem Präfix "Anti-" wollen sie sich jedoch von dessen kommerziellen, glatten Auswüchsen distanzieren.
Der Musiker Lach (benannt nach einem nordeuropäischen Pornomagazin) prägte den Begriff "Antifolk". Er war seit Mitte der 1980er Jahre Gastgeber des "Open Mic" im "Sidewalk Café" das jeden Montag stattfand. Dabei durfte jeder, der den Mut dazu hatte, seine Musik vorspielen. Regelmäßige Gäste waren zum Beispiel Hamell on Trial, Brenda Kahn und Adam Green.